# Maltorne
Maltorne – rzeka we Francji, przepływająca przez tereny departamentów Yvelines i Eure-et-Loir, o długości 19,5 km. Stanowi dopływ rzeki Sekwany.